# Lloreda
Lloreda es una localidad española del municipio de Santa María de Cayón, en la comunidad autónoma de Cantabria.

## Geografía
La localidad está a 140 metros de altitud y a una distancia de 2,9 kilómetros de la capital municipal, Santa María de Cayón.[cita requerida]

## Historia
Hacia mediados del siglo XIX, el lugar tenía ayuntamiento propio. Aparece descrito en el décimo volumen del Diccionario geográfico-estadístico-histórico de España y sus posesiones de Ultramar de Pascual Madoz con las siguientes palabras:

LLOREDA: l. en la prov. y dióc. de Santander (4 leg.), part. jud. de Villacarriedo (1 1/4), aud. terr. y c. g. de Burgos (22); es cab. del ayunt. de su mismo nombre, á que están agregados los pueblos de Esles y Totero. sit. en un llano; combátenle con especialidad los vientos del NE. y S. Su clima es templado; sus enfermedades mas comunes constipados y fiebres. Tiene 46 casas, escuela de primeras letras, dotada con 100 ducados, á que asisten 52 niños de ambos sexos; igl. parr. (San Juan Bautista); otra ayuda de la primera, dedicada á Sta. Lucía, virgen y mártir; 1 ermita (San Antonio), cementerio y buenas aguas potables: el servicio espiritual le dan 2 curas y 1 teniente de presentacion del diocesano en patrimoniales. Confina con térm. de Esles y Totero. El terreno es de buena calidad, aunque corto; hay montes de roble. Los caminos dirigen á los pueblos limítrofes; la correspondencia se recibe de Santander por balijero los miércoles y sábados, y sale en los mismos dias. prod. maiz, patatas, trigo, alubias y otras legumbres, lino, hortaliza, buenas frutas y pastos; cria ganado vacuno, lanar, cabrío y de cerda, y caza mayor y menor. pobl.: de todo el ayunt. (V. el cuadro sinóptico del part. jud.)
(Madoz, 1847, p. 507)

El municipio de Lloreda desapareció de cara al censo de 1857 y el término se incorporó al de Santa María de Cayón. En 2023, la entidad singular de población tenía empadronados 473 habitantes y el núcleo de población, 414.